# Един Шкорић
Един Шкорић (рођен 1. децембра 1975. у Бихаћу) је бивши српски одбојкаш. Са одбојкашком репрезентацијом СР Југославије освојио је златну медаљу на Европском првенству 2001. у Чешкој.
Током одбојкашке каријере играо је за Црвену звезду, Војводину и бројне клубове у иностранству.
Шкорић је рођен у Бихаћу али је ту живео само две године пре него што се преселио у Загреб. Из Загреба је избегао 1991. године због рата и преселио се у Београд.
Био је у браку са манекенком Иваном Николић са којом има двоје деце. Учествовао је у ријалити програмима Сурвајвор Србија ВИП: Филипини 2010. и Фарма 2013. године.